# Eristena tenebrifera
Eristena tenebrifera là một loài bướm đêm trong họ Crambidae.